# Graeme Smith
Graeme Smith (n. 31 martie 1976, Falkirk⁠(d), Scoția, Regatul Unit) este un înotător britanic, medaliat olimpic. A participat la 2 ediții ale Jocurilor Olimpice (1996, 2004) în care a câștigat două medalii de bronz.